# Chrysosplenium absconditicapsulum
Chrysosplenium absconditicapsulum är en stenbräckeväxtart som beskrevs av J.T. Pan. Chrysosplenium absconditicapsulum ingår i släktet gullpudror, och familjen stenbräckeväxter. Inga underarter finns listade i Catalogue of Life.